# Plagionotulus senegalensis
Plagionotulus senegalensis là một loài bọ cánh cứng trong họ Cerambycidae.